# Хромозома 3
Хромозома 3 е една от 23-те двойки хромозоми в човешкото ДНК. В повечето случаи хората имат два броя от нея. Хромозома 3 се простира на около 200 милиона базови двойки (материалът, формиращ ДНК) и представлява около 6,5% от общото ДНК в клетките.

## Гени

### Брой гени
Следва списък на някои от гените в човешката хромозома 3.
| Изготвен от | Кодиращи протеини | Некодиращи протеини | Псевдогени |
| ----------- | ----------------- | ------------------- | ---------- |
| CCDS        | 1,024             | —                   | —          |
| HGNC        | 1,036             | 483                 | 761        |
| Ensembl     | 1,073             | 1,158               | 761        |
| UniProt     | 1,081             | —                   | —          |
| NCBI        | 1,085             | 1,108               | 902        |